# Acetato de aluminio
El acetato de aluminio es una sal producida por la reacción de hidróxido de aluminio y ácido acético. Su solución al 5% en agua se utiliza como un antiséptico normal y astringente. La solución de Burow es un ejemplo.
Con el nombre genérico de acetato de aluminio se indican las siguientes sales:
- triacetato de aluminio: Al(CH3COO)3 (forma anhidra, pH neutro)
- diacetato de aluminio: Al(CH3COO)2OH (forma básica)
- monoacetato de aluminio: AlCH3COO(OH)2 (forma básica)

## Síntesis
El triacetato de aluminio se forma cuando el sulfato de aluminio se mezcla con acetato de bario. Otro método sintético es reuniendo hidróxido de aluminio, anhídrido acético y ácido acético glacial en agua, formando así el monoacetato de aluminio básico.

## Aplicaciones
- El diacetato de aluminio se utiliza como antiséptico.
- Su uso es cutáneo como antiséptico y astringente.
- Sus componentes son excelentes para todo tipo de piel, ayuda neutralizar el pH de la piel.